# American akita
För andra betydelser, se Akita (olika betydelser).
American akita är en hundras från USA. Den är en asiatisk spets som har sitt ursprung i den japanska rasen akita. Efter andra världskriget förde amerikanska soldater med sig akitor med mastiff- eller schäferblod hem till USA. 1956 bildades en amerikansk rasklubb och 1972 erkändes rasen av den amerikanska kennelklubben American Kennel Club (AKC) samtidigt som man stängde den amerikanska stamboken för tillförsel av nytt japanskt blod. 1999 erkändes rasen av Fédération Cynologique Internationale (FCI) under namnet Great Japanese Dog vilket ändrades 2006.